# Condado de Zapata
O Condado de Zapata é um dos 254 condados do estado norte-americano do Texas. A sede do condado é Zapata, que é também a sua maior cidade.
O condado possui uma área de 2740 km² (dos quais 159 km² estão cobertos por água), uma população de 14 018 habitantes, e uma densidade populacional de 5,1 hab/km² (segundo o censo nacional de 2010).
O condado foi criado em 1858 e o seu nome é uma homenagem ao coronel Jose Augusto Zapata, um proprietário de terras da zona que se rebelou contra o México e que viveu durante a época da República do Rio Grande.